# Dani (film)
Dani er en dansk kortfilm fra 2003 instrueret af Ulrik Wivel.

## Handling
Hun har forladt en mand. Hun har forladt en by. Men vil sjælen følge med?

## Medvirkende
- Sigri Mitra Gaïni, Dani
- Paw Terndrup, Mikkel
- David Rousing, Frank
- Aurora Stiessel, Pige med telefon